# Triangulocypris
Triangulocypris is een geslacht van kreeftachtigen uit de klasse van de Ostracoda (mosselkreeftjes).

## Soorten
- Triangulocypris elongata (Brady, 1880) Teeter, 1975
- Triangulocypris gibsonensis (Howe & Chambers, 1935) Teeter, 1975
- Triangulocypris goodlandensis (Alexander, 1929) Teeter, 1975 †
- Triangulocypris keiji (Bold, 1963) Teeter, 1975 †
- Triangulocypris laeva (Puri, 1960) Teeter, 1975
- Triangulocypris pachyconcha (Bold, 1946) Bold, 1988 †
- Triangulocypris sablensis (Benson & Coleman, 1963) Teeter, 1975